# Ruffieu
Ruffieu är en kommun i departementet Ain i regionen Auvergne-Rhône-Alpes i östra Frankrike. Kommunen ligger  i kantonen Champagne-en-Valromey som ligger i arrondissementet Belley. Kommunens areal är 14,03 km². År 2022 hade Ruffieu 174 invånare.

## Befolkningsutveckling
Antalet invånare i kommunen Ruffieu
Referens: INSEE